# Newfield (Maine)
Newfield – miasto w Stanach Zjednoczonych, w stanie Maine, w hrabstwie York.